# Comté de Powhatan
Le comté de Powhatan est un comté de Virginie, aux États-Unis, fondé en 1777.